# Pułk Opoczyński

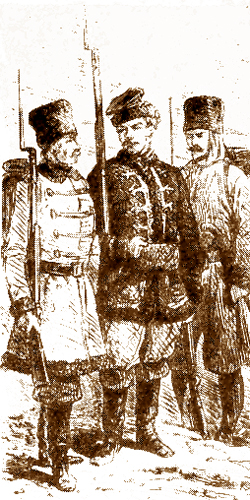
Fizylier

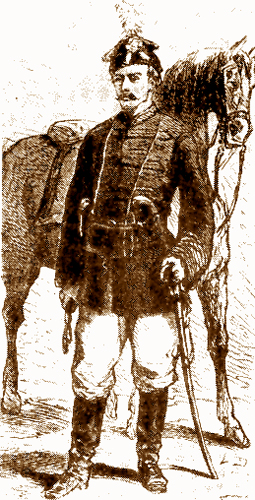
Lansjer

Pułk Opoczyński – pułk piechoty polskiej okresu powstania styczniowego. Wchodził w skład Dywizji Sandomierskiej. Jego dowódcą był Jan Rudowski.

## Sformowanie
Pułk Opoczyński powstał w wyniku scalenia luźnych oddziałów powstańczych. Wiosną 1864 kadrę organizacyjną pułku postanowiono uzupełnić masowym ochotnikiem.

## Skład
- 1 kadrowy batalion strzelców - d-ca mjr Mateusz Bezkiszkin,
- 2 batalion - d-ca Majewski, następnie kpt Walter,
- 3 batalion - d-ca mjr Mieczysław Szemiot,
- szwadron jazdy - d-ca rtm Juliusz Solbach
- 50 kawalerzystów stanowiących osobistą eskortę J. Rudowskiego

## Działania zbrojne
21 lutego 1864 pod Opatowem rozbity został II Korpus Krakowski gen Hauke-Bosaka.
Pułk Opoczyński tropiony przez Rosjan starł się z nimi pod Suchedniowem, Opocznem (10 marca 1864), Wąchockiem, Odrowążem i Radkowicami.
9 kwietnia 1864 doszło do starcia powstańców w sile około 60 ludzi, dowodzonych przez kpt Waltera, z patrolującym opoczyńskie lasy - Zajażskim na czele sotni kozackiej. Potyczka ta była ostatnią walką powstańczą w tym regionie.
4 maja 1864 Jan Rudowski rozwiązał swój oddział powstańczy, który z placu boju schodził jako jeden z ostatnich.